# 高麗電信
高麗電信（朝鲜语：／ Koryŏringk'ŭ）是一家由埃及電信運營商 Orascom Telecom Media and Technology Holding (OTMT) 在北韓開設的子公司，也是該國唯一的手機電訊供應商。目前，OTMT佔有高麗電信75%的股權，其餘則由北韓政府所有。高麗電信的網絡覆蓋範圍包括平壤等6個主要城市、8個的高速公路和鐵路要點，客戶約有180萬。

## 歷史
北韓政府於2008年與Orascom簽約，並於12月起在平壤以及其他大城市提供3G手機服務。隨後，北韓的手機用戶不斷增多，2010年9月，用戶人數為43萬，2011年同期增至80萬，2012年底更突破180萬。
2013年2月25日，高丽电信为在朝鲜的外国人开通3G手机上网业务。

## 資料來源
1. ↑  .   [2013-08-29]. （原始内容存档于2013-09-03）.
2. ↑  北韓高麗電信用戶超180萬 手機普及率接近10％ 的存檔，存档日期2013-12-15.
3. ↑  .   [2022-08-27]. （原始内容存档于2022-08-27）.